# دهه ۲۸۰ (میلادی)
دهه ۲۸۰ (میلادی) دهه بیست و هشتم تقویم میلادی است.

## درگذشتگان
‎